# Cartolina (programma televisivo)
Cartolina era un programma televisivo italiano della durata di circa cinque minuti condotto su Rai 3 da Andrea Barbato, andato in onda nella fascia preserale, dalle ore 20.25 alle 20.30, dal 2 ottobre 1989 al 17 giugno 1994, per un totale di 827 puntate.
Barbato, prendendo spunto da avvenimenti politici, o fatti di cronaca, inviava un "messaggio" di critica, a volte benevola, a volte no, ad un personaggio direttamente interessato al fatto stesso. In quasi cinque anni di trasmissione, furono molti i protagonisti analizzati, da Oriana Fallaci ad Alberto Sordi, passando per Giorgio Bocca, Francesco Cossiga e Giulio Andreotti. L'ultima puntata fu dedicata invece provocatoriamente allo 'spettatore di Cartolina', cioè al pubblico.
In alcune puntate della trasmissione Il portalettere, condotta sulla stessa rete da Piero Chiambretti nel biennio 1991-1992, il comico torinese "consegnava" personalmente le cartoline di Barbato ai personaggi a cui erano indirizzate, che molto spesso le rifiutavano.